# Neue Orangerie (Łazienki-Park)

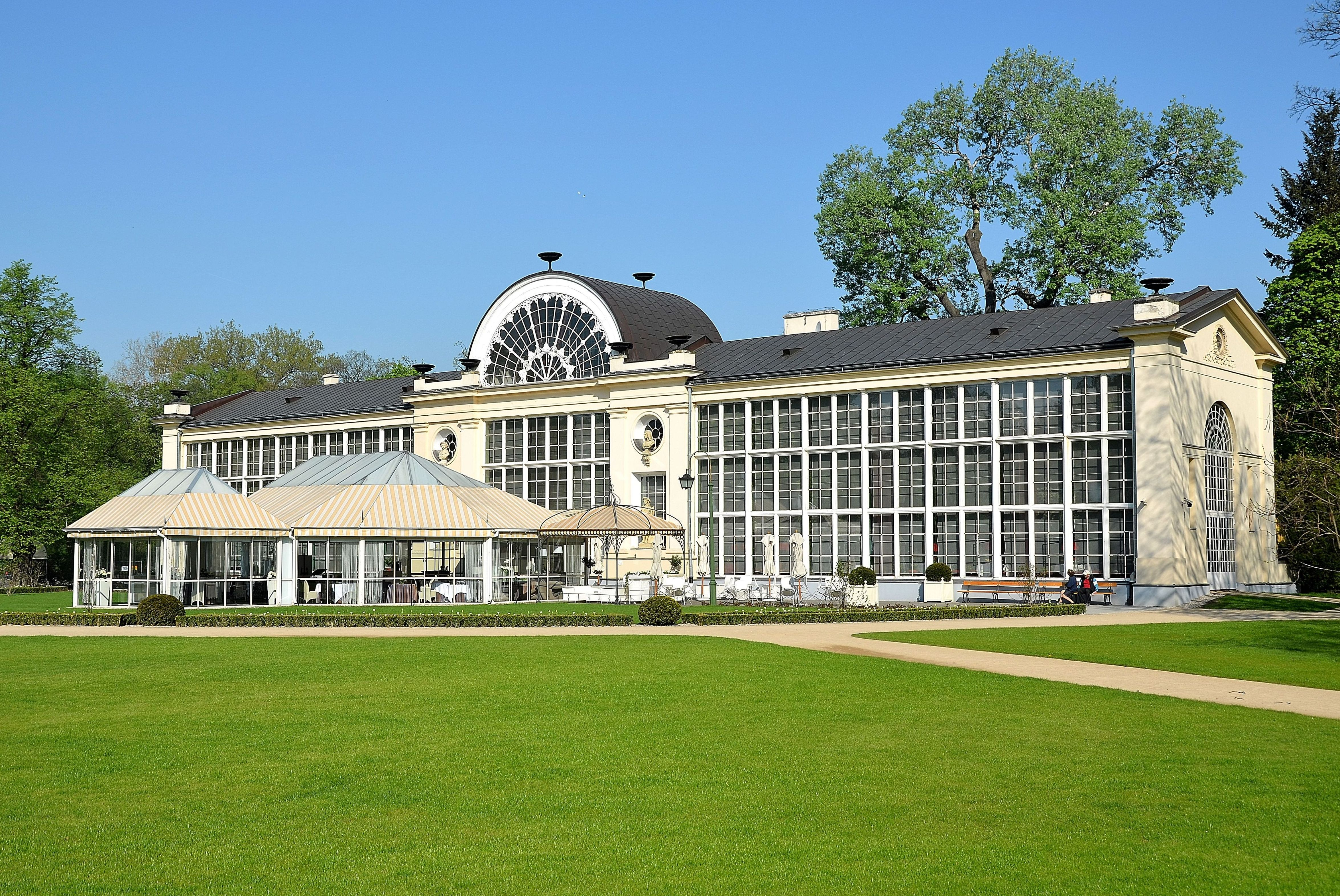
Ansicht von Süden

Die Neue Orangerie (polnisch: Nowa Pomarańczarnia) im Warschauer Łazienki-Park ist eine frühklassizistische Orangerie, die im 19. Jahrhundert im Süden des Parks von Adolf Loewe und Józef Orłowski errichtet worden ist.

## Geschichte
Das Gebäude wurde in den Jahren 1860 bis 1861 gebaut, nachdem die Alte Orangerie aus dem 18. Jahrhundert nicht mehr ausreichte. Die Nord- und die Südfassade sind unterschiedlich gestaltet. Sie wird von den Bildnissen der römischen Götter Vertumnus und Pomona im Mittelteil flankiert, die Herbst und Winter symbolisieren und von Leon Molatyński geschaffen wurden. Im Mittelteil sind zudem kleine Attiken mit Vasen angebracht. Auf der gegenüberliegenden Seite befinden sich Büsten, die den Frühling und den Sommer darstellen. Ursprünglich diente das Gebäude der Überwinterung der exotischen Pflanzen im Park. Derzeit befindet sich im Innenraum ein ganzjähriger Garten mit u. a. tropischen Gewächsen. Im Nordteil befindet sich das Restaurant Belvedere, das in seiner Ausstattung an die Zeit der Errichtung der Neuen Orangerie erinnert.